# Váh pri Zamarovciach
Váh pri Zamarovciach este o arie protejată (arie specială de conservare — SAC, sit de importanță comunitară — SCI) din Slovacia întinsă pe o suprafață de 54,56 ha, integral pe uscat.

## Localizare
Centrul sitului Váh pri Zamarovciach este situat la coordonatele 48°54′14″N 18°02′37″E / 48.903889°N 18.043611°E.

## Înființare
Situl Váh pri Zamarovciach a fost declarat sit de importanță comunitară în aprilie 2004 pentru a proteja 19 specii de animale. Situl a fost protejat și ca arie specială de conservare în martie 2004.

## Biodiversitate
Situată în ecoregiunea alpină, aria protejată conține 2 habitate naturale: Râuri cu maluri nămoloase cu vegetație de Chenopodion rubri p.p. și Bidention p.p., Cursuri de apă de la nivel de câmpie la nivel montan, cu vegetație Ranunculion fluitantis și Callitricho-Batrachion.
La baza desemnării sitului se află mai multe specii protejate:
- păsări (12): lăcar-de-lac (Acrocephalus scirpaceus), lișiță (Fulica atra), ciocârlan (Galerida cristata), pescăruș argintiu (Larus cachinnans), pescăruș râzător (Larus ridibundus), ferestrașul mare (Mergus merganser), codobatura galbenă (Motacilla flava), potârniche (Perdix perdix), corcodel mare (Podiceps cristatus), lăstun de mal (Riparia riparia), mărăcinar negru (Saxicola torquatus), guguștiuc (Streptopelia decaocto)
- mamifere (1): liliac comun (Myotis myotis)
- pești (6): avat (Aspius aspius), răspăr (Gymnocephalus schraetzer), boarță (Rhodeus sericeus amarus), Romanogobio albipinnatus, Rutilus pigus, dunăriță (Sabanejewia aurata)

Pe lângă speciile protejate, pe teritoriul sitului au mai fost identificate 5 specii de amfibieni, 7 specii de mamifere, 3 specii de nevertebrate, 12 specii de pești, 2 specii de reptile.